# Tillandsia barrosoae
Tillandsia barrosoae är en gräsväxtart som beskrevs av Walter Till. Tillandsia barrosoae ingår i släktet Tillandsia och familjen Bromeliaceae. Inga underarter finns listade i Catalogue of Life.